# 上海防御部队
上海防御部队（Shanghai Defence Force）是英国政府於1927年在上海設立的部隊。當時正逢北伐戰爭時期，英國政府擔心上海境內的外國國民人身安全以及他們的財產會受到國民革命軍的侵犯，於是应中国舰队司令的要求，英國政府在上海設立了上海防御部队。1927年1月，上海防御部队正式成立，约翰·邓肯出任指揮官。1927年2月至12月期間，英皇書院被征用，英國當局將英皇書院改造成上海防御部队的宿舍和医院。  隨著南京國民政府的成立 ，1927年年底，上海防御部队解散。